# 6105 Verrocchio
6105 Verrocchio este un asteroid din centura principală de asteroizi.

## Descriere
6105 Verrocchio este un asteroid din centura principală de asteroizi. A fost descoperit pe 24 septembrie 1960 la Observatorul Palomar de Cornelis Johannes van Houten, Ingrid van Houten-Groeneveld și Tom Gehrels. Asteroidul prezintă o orbită caracterizată de o semiaxă mare de 2,63 ua, o excentricitate de 0,20 și o înclinație de 11,6° în raport cu ecliptica.